# The Time of Knight’s Return
The Time of Knight’s Return – pierwszy long play zespołu Lacrima, stworzony w 1999 roku. Album jest utrzymany w mocno doomowym klimacie lat dziewięćdziesiątych, jednakże znajduje się na nim wiele folkowych motywów.

## Lista utworów
1. "King’s Joker" – 4:25
2. "The Light" – 6:02
3. "Perła" – 3:39
4. "Waterfall of Tears" – 6:34
5. "Kielich Wspomnień" – 7:07
6. "I Shoulnd't" – 3:31
7. "Black Funeral Rose" – 2:38
8. "The Time of Knight’s Return" – 3:20
9. "Brazylijski" – 2:07
10. "Pożegnanie" – 2:03

## Twórcy
- Kuba Morawski – śpiew, gitara oprawa graficzna albumu, produkcja

- Opis płyty w serwisie Metal Archives
- Recenzja albumu. metal.pl. [zarchiwizowane z tego adresu (2014-05-31)].